# Fernando Panesso Serna
Fernando Panesso Serna (Pereira, 13 de diciembre de 1951) es un administrador público y empresario colombiano.

## Biografía
Nació en Pereira, sus estudios de bachillerato los realizó en el Colegio San Bartolomé La Merced. Es egresado de la Facultad de Minas de la Universidad Nacional de Colombia en Medellín. 
Panesso Serna fue gobernador de Antioquia entre 1987 y 1988, Durante su administración como Gobernador la sede de la administración departamental se trasladó del Palacio de la Cultura "Rafael Uribe Uribe" e inauguró la actual sede de La Alpujarra.
Además fue cónsul de Colombia en Nueva York y viceministro de Desarrollo Económico. Durante ocho años fue presidente de Empresas Públicas de Medellín en Bogotá, fue gerente general de Coomeva EPS y fue presidente de la Empresa de Telecomunicaciones de Bogotá (ETB) entre junio de 2008 y noviembre de 2009.
Como cargo público, fue Embajador de Colombia en Turquía desde el 16 de noviembre del 2011 hasta mayo del 2015 y se desempeñó como Embajador de Colombia en Ecuador desde el 15 de julio de 2015 hasta el 11 de septiembre de 2017.